# Morrissey
Steven Patrick Morrissey (* 22. května 1959), známý spíše jen jako Morrissey, je anglický textař a zpěvák. Do roku 1987 působil v The Smiths, poté se vydal na úspěšnou sólovou dráhu.

## Biografie
Morrissey začínal jako žurnalista, v rodném Manchesteru, kde psal dopisy do redakcí hudebních časopisů NME a Melody Maker. Pod vlivem punkové vlny velmi krátce působil v punkových kapelách Ed Banger and the Nosebleeds (1976–77) a Slaughter & The Dogs. V letech 1982–1987 byl známý jako frontman, zpěvák a textař slavné skupiny The Smiths.
V březnu 1988 se stal hitem jeho první sólový singl „Suedehead“. Úspěšné byly i další nahrávky z desky Viva Hate, např. „Everyday Is Like Sunday“. Tato deska produkovaná Stephenem Streetem dosáhla vrcholu anglické hitparády. Morrissey byl ale v následujících letech relativně méně úspěšný. Počínaje albem Your Arsenal (1992) se v jeho skladbách objevuje vliv rockabilly a glamrocku 70. let.
Mezi spoluhráči se postupně objevila řada různých kytaristů, jako např. Mick Ronson a Johnny Rogan. Dlouhodobě také spolupracuje se skladatelskou dvojicí Boz Boorer a Alain Whyte. B. Boorer vedl v roce 1992 i jeho doprovodnou kapelu.
Ve své tvorbě je Morrissey velmi inspirován např. spisovatelem Oscarem Wildem nebo zpěvačkou Sandie Shaw.
V srpnu 2007 odmítl nabídku Johnnyho Marra ohledně koncertního turné The Smiths. Nepřesvědčila ho ani finanční odměna v přepočtu jedna a půl miliardy korun, které by dostal za podepsání smlouvy zahrnující padesátku koncertů. „Comeback The Smiths? To bych radši snědl svoje varlata, a to už je něco vzhledem k tomu, že jsem vegetarián,“ prohlásil prý tehdy.

## Zajímavosti
- Mnoho otázek vyvolává jeho sexuální život. Sám prohlásil, že drží celibát a sex ho prý vůbec nezajímá. Možná je i varianta, že si z médií jednoduše vystřelil.
- V dobách největší popularity The Smiths se časopisu NME přezdívalo New Morrissey Express.
- Morrissey je vegan (druhá deska The Smiths se jmenuje Meat Is Murder) a bojuje za práva zvířat.
- Několikrát byl obviněný z rasismu, vášnivé diskuse vyvolaly především texty písní „Bengali in Platforms“ a „National Front Disco“.

## Diskografie

### Studiová alba
- 1988 – Viva Hate
- 1991 – Kill Uncle
- 1992 – Your Arsenal
- 1994 – Vauxhall and I
- 1995 – Southpaw Grammar
- 1997 – Maladjusted
- 2004 – You Are the Quarry
- 2006 – Ringleader of the Tormentors
- 2009 – Years of Refusal
- 2014 – World Peace Is None of Your Business
- 2017 – Low in High School
- 2019 – California Son
- 2020 – I Am Not a Dog on a Chain
- TBA – Without Music the World Dies

### Výběrová alba
- 1995 – World of Morrissey
- 1997 – Suedehead: The Best of Morrissey
- 2000 – The CD Singles '88-91'
- 2000 – The CD Singles '91-95'
- 2001 – The Best of Morrissey
- 2008 – Greatest Hits

### Živá alba
- 1993 – Beethoven Was Deaf
- 2005 – Live at Earls Court